# Radio New Zealand

Radio New Zealand (en maori de Nouvelle-Zélande : Te Reo Irirangi o Aotearoa) est un radiodiffuseur de service public en Nouvelle-Zélande et entité de la Couronne formée par la Radio New Zealand Act 1995. Elle exploite nouvelles, l'actualité et le réseau des arts Radio New Zealand National et musique classique et jazz réseau de Radio New Zealand Concert avec le financement total du gouvernement de la NZ On Air.

## Historique
La première émission de radio eu lieu en 1921 (depuis l'Université d'Otago). Radio Dunedin (longtemps connue sous le nom de Radio 4XD) est la station qui a le plus longtemps émis sans interruption, de tout le Commonwealth. À partir de 1923, il y eut des diffusions à partir de Dunedin, Christchurch, Nelson, Wellington, Whanganui, Gisborne et Auckland.

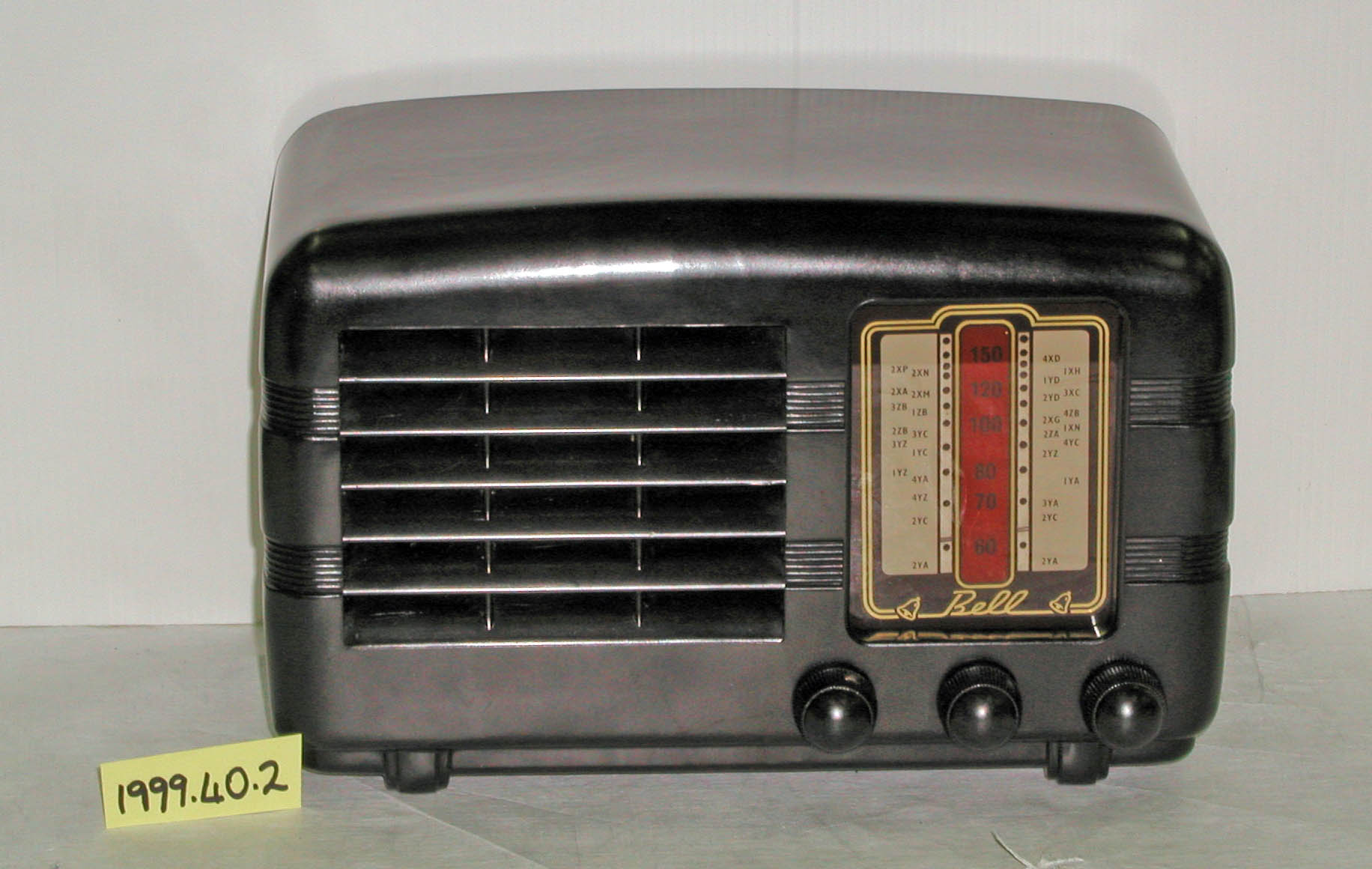
Radio Bell, Musée d'Auckland Tāmaki Paenga Hira (mémorial de la guerre)

## Radio New Zealand Pacifique
Émissions de Radio Nouvelle-Zélande Pacifique sur ondes courtes et DRM dans les pays voisins du Pacifique à partir d'émetteurs situés à Rangitaiki, près de Taupo, dans l'île du Nord. Il est également un relais via WRN Broadcast et un livestream sur internet.